# 마리에스타드시

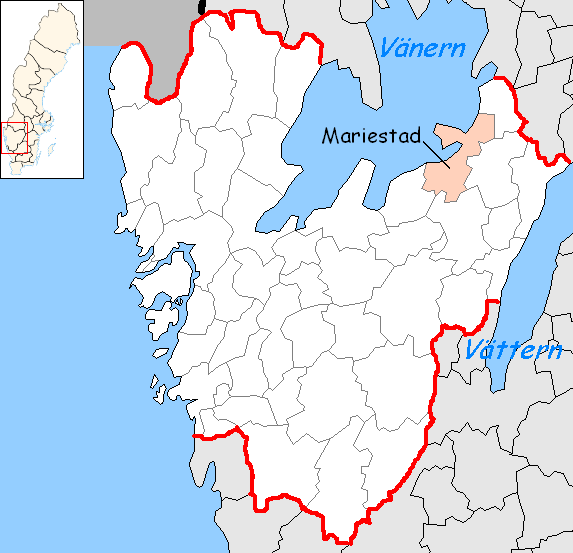
마리에스타드 시의 위치

마리에스타드시(스웨덴어: Mariestads kommun)는 스웨덴 베스트라예탈란드주에 위치한 지방 자치체로 행정 중심지는 마리에스타드이며 면적은 1,503.1914km2, 인구는 24,215명(2016년 12월 31일 기준), 인구 밀도는 16명/km2이다.

시 문장